# Cecilie Dahl
Cecilie Dahl, född 26 mars 1858 i Vestre Aker, död 5 augusti 1943, var en norsk målare, dotter till Ludvig Vilhelm Dahl.
Hon studerade 1880–1881 under Karl Gussow i Berlin, 1887 i Paris under Pascal Dagnan-Bouveret, 1888 i Kristiania under Eilif Peterssen och 1896–1900 i Danmark. Hon målade porträtt och landskap; hennes konst har en dämpad, ofta lite melankolisk prägel. Nasjonalgalleriet i Oslo äger ett av hennes landskap.